# Didelphis aurita
Didelphis aurita är en pungdjursart som först beskrevs av Maximilian zu Wied-Neuwied 1826. Didelphis aurita ingår i släktet Didelphis och familjen pungråttor. IUCN kategoriserar arten globalt som livskraftig. Inga underarter finns listade.

## Utseende
Arten når en kroppslängd (huvud och bål) av 355 till 373 mm, en svanslängd av 355 till 377 mm och en vikt av 939 till 1159 g. Den har i genomsnitt 57 mm långa bakfötter och 51 mm långa öron.
Didelphis aurita har en päls med en mörkgul underull samt med täckhår som likaså är mörkgula vid roten och sedan gråa eller svarta. I ansiktet ger en mörk linje från hjässan till området mellan ögonen samt mörka fläckar ett utseende som liknar en ansiktsmask. Dessutom kännetecknas huvudet av nakna svarta öron. Svansen är endast nära bålen täckt av päls och resten av svansen är uppdelad i en svart halva och en vit halva. Ibland kan det svarta avsnittet vara längre. Hos den nära besläktade arten storörad opossum är avsnittet med päls kortare och det svarta avsnittet oftast kortare. Hanar är allmänt lite tyngre än honor.

## Utbredning
Pungdjuret förekommer i sydöstra Brasilien och i östra Paraguay samt i nordöstra Argentina. Habitatet utgörs av olika slags skogar.

## Ekologi
När honan inte är brunstig lever varje vuxet exemplar ensam. Didelphis aurita är aktiv mellan skymningen och gryningen och den vistas främst på marken men den har förmåga att klättra i träd. Under fortplantningstiden är honans revir 0,6 till 1,3 hektar stort och under andra tider är honans territorium upp till 1,7 hektar stort på grund av minskad tillgång till föda. Hanarnas revir är med 2,3 till 2,7 hektar betydligt större.
Individerna markerar reviret med västra från en körtel vid halsen samt med avsöndringar från talgkörtlarna. Arten har en stor variation i födan men den föredrar leddjur och frukter. Dessutom ingår andra ryggradslösa djur och små ryggradsdjur i födan.
Ingående studier om artens naturliga fiender saknas men i utbredningsområdet lever flera stora rovlevande djur som puma, ozelot, jaguarundi och ormen jararaca. Kanske spelar Didelphis aurita liksom nordamerikansk opossum död när de träffar ett farligt djur. Släktingen storörad opossum kan uthärda större mängder gift från lansormen (Bothrops asper). Kanske kan även Didelphis aurita uthärda gift från ormen jararaca.
Fortplantningen sker så att ungarna föds under regntiden. De små ungarna som föds efter 14 dagar dräktighet har endast förmåga att kravla till honans pung (marsupium) för att dia mjölk från en spene. Ungarna stannar ungefär 100 dagar i pungen. Hos andra släktmedlemmar i Sydamerika kan honan ha två eller tre kullar per år med genomsnittlig 7,3 ungar per kull. Antagligen gäller liknande värden för Didelphis aurita.